# Holden VE

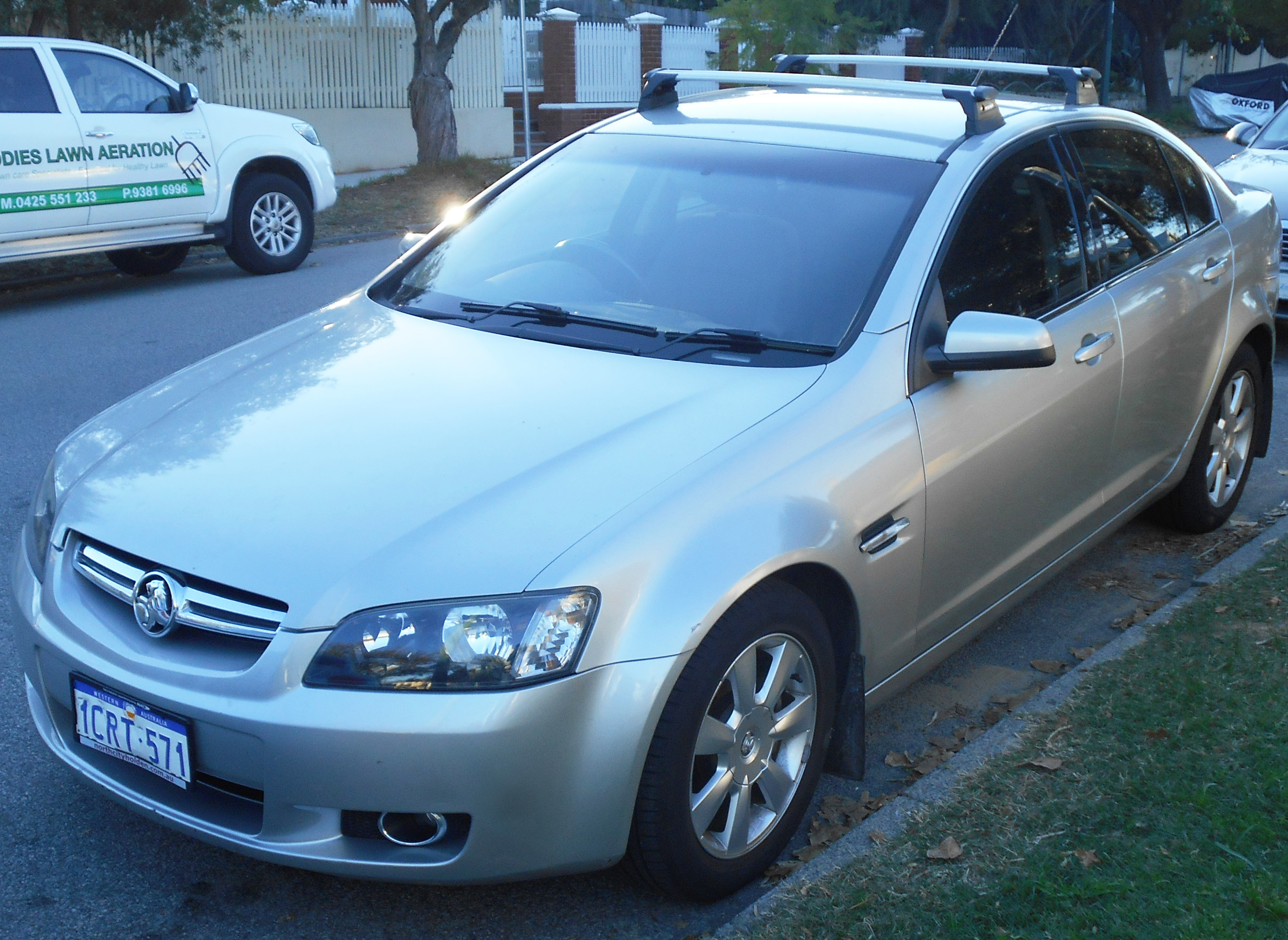
VE Berlina Sedan.

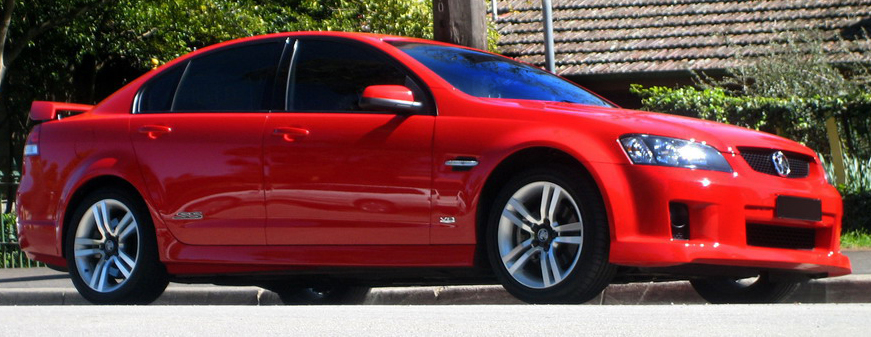
Holden Commodore SS V

De Holden VE is de veertiende serie en vierde generatie van de Commodore-series van het Australische automerk Holden. De VE-serie was de eerste Commodore-serie die volledig in Australië was ontworpen en die niet gebaseerd was op een platform van het Duitse Opel. De serie was dan ook de duurste ooit voor het Australische merk. De ontwikkeling had meer dan 1 miljard Australische dollar gekost.

## Geschiedenis
In het modellengamma werden de Commodore Executive en - Acclaim vervangen door de nieuwe Commodore Omega. Op basis van die Omega verscheen de Commodore SV6. De SV6 is een sportievere versie van zijn basis met een krachtigere variant van de V6-motor en standaard airco, een gemis in de Omega. Niet nieuw was de Commodore SS. De SS staat nog boven de SV6 bij de sportieve modellen, en heeft een 6 liter V8-motor van 362 pk. Op het hoogste schavot staat de Commodore SS-V. Dit sportieve topmodel voegt nog meer uitrusting toe aan de SS.
Naast de Commodore waren ook de Holden Berlina en de Holden Calais weer terug. De Berlina werd iets goedkoper gemaakt, maar blijft boven de Omega met extra uitrusting. Hetzelfde geldt voor de Calais. Op die Calais is ook de Calais-V gebaseerd. Dit is het topmodel van de VE-serie en heeft alle uitrusting die binnen de VE te verkrijgen valt. Boven deze Calais-V is Holdens WM-serie te vinden met de verlengde Holden Caprice en Holden Statesman.
In de VE-serie werden voorlopig enkel de sedans gelanceerd. De stationwagons (Executive, Acclaim, Berlina) en de Ute, Crewman en Adventra van de voorgaande VZ-serie blijven in productie.
De modellen uit Holdens VE-serie worden buiten Australië ook in Nieuw-Zeeland, Zuid-Afrika en de landen van het Midden-Oosten verkocht. In die laatste twee markten zijn ze hernoemd tot Chevrolet Lumina. Ook zal de Commodore SS geëxporteerd worden naar de Verenigde Staten en daar als Pontiac G8 verkocht worden.

## Modellen
- Aug 2006: Holden Commodore Omega Sedan
- Aug 2006: Holden Commodore SV6 Sedan
- Aug 2006: Holden Commodore SS Sedan
- Aug 2006: Holden Commodore SS-V Sedan
- Aug 2006: Holden Berlina Sedan
- Aug 2006: Holden Calais Sedan
- Aug 2006: Holden Calais-V Sedan
- Sep 2007: Holden Ute